# Liège
Liège (nld. Luik; niem. Lüttich; wal. Lidje; lb. Léck; ksh. Lück; la. Leodium, Leodicum; do 1949 Liége) – miasto we wschodniej Belgii, w Regionie Walońskim, siedziba administracyjna prowincji Liège, oraz okręgu Liège. Leży nad Mozą, w pobliżu granicy z Niderlandami i Niemcami. Największy ośrodek francuskiego obszaru językowego w Belgii. Pod względem liczby mieszkańców jest największym miastem w prowincji. Mieszkaniec miasta, prowincji lub okręgu to Leodyjczyk. Wytwarzane są tutaj tradycyjne gofry cukrowe.
Miasto jest głównym centrum gospodarczym i kulturowym Walonii. Aglomeracja Liège liczy ok. 600 tysięcy mieszkańców i jest trzecią pod względem wielkości aglomeracją w Belgii (po Brukseli i Antwerpii). Samo miasto jest drugim co do wielkości miastem Walonii (po Charleroi).
Miasto jest jednym z centrów edukacyjnych w Belgii. W 24 szkołach wyższych studiuje ponad 42 tys. studentów. Sam uniwersytet, założony w 1817 roku, liczy 17 tys. studentów.

## Historia

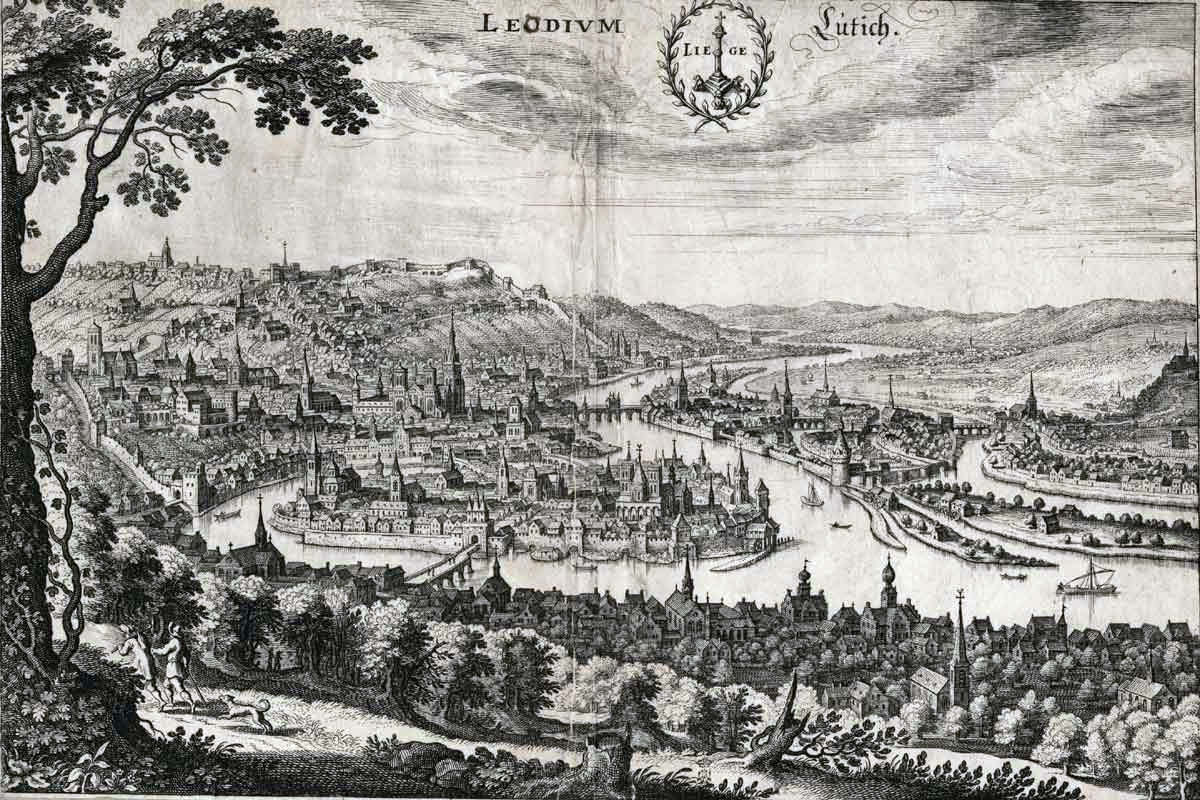
Widok Liège z 1650 roku

### Prehistoria
W prehistorii osada ludzi o cechach neandertalskich, według jednych z pierwszych odkryć paleoantropologicznych na tym terenie. W starożytności rzymski obóz warowny Leodium, wokół którego rozwinęła się osada handlowa.

### Wczesne średniowiecze
Choć osadnictwo istniało na terenie obecnego miasta już w starożytności, pierwsze wzmianki o Liège pochodzą z roku 558, razem z nazwą Vicus Leudicus. Około roku 705 św. Lambert z Maastricht dokonał nawrócenia pogan w tym regionie. Został on jednak zamordowany w Liège i z tego powodu był często uważany za męczennika. By ochronić jego relikwie, jego następca święty Hubert wybudował bazylikę (Notre-Dame-et-Saint-Lambert), która stała się prawdziwym centrum miasta. Kilka stuleci później miasto zostało stolicą biskupstwa Liège, które istniało w latach 985–1794. Pierwszy biskup, Notger, przekształcił miasto w duży ośrodek intelektualny i kościelny, który zachował swoje kulturalne znaczenie przez całe średniowiecze. Papież Klemens VI miał na swoim dworze kilku muzyków z Liège, którzy prezentowali swój kunszt na papieskim dworze w Awinionie. Miasto słynęło z licznych kościołów, z których najstarszy, pw. św. Marcina (Saint-Martin), pochodzi z roku 682. Choć nominalnie miasto było częścią Świętego Cesarstwa Rzymskiego, tak naprawdę dysponowało dużą autonomią.

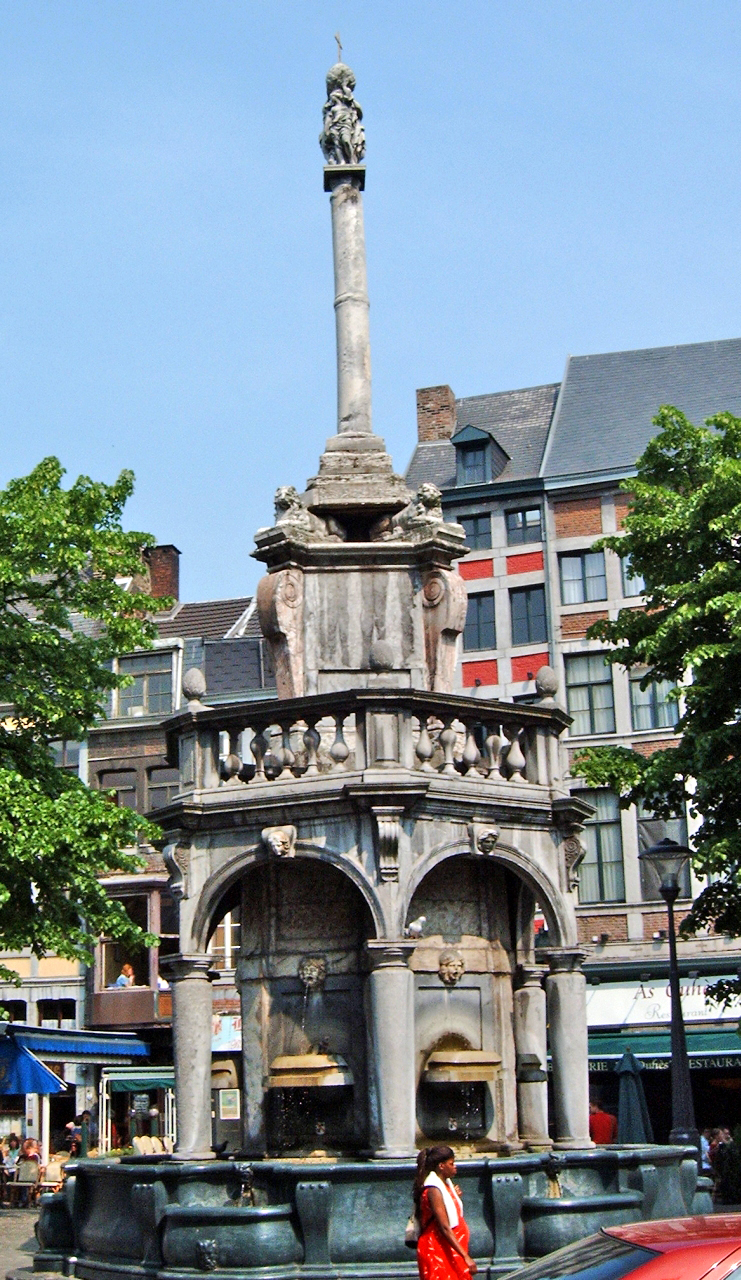
Perron – centralny punkt miasta

### Późne średniowiecze i renesans
Strategiczna pozycja Liège spowodowała, iż miasto było celem ataków różnych armii. Zostało ono wcześnie ufortyfikowane, na stromym wzgórzu umieszczono zamek, który bronił zachodniej strony miasta. W 1345 roku mieszkańcy Liège powstali przeciwko biskupowi Engelbertowi II, ówczesnemu władcy, i pokonali go w bitwie w pobliżu miasta. Po powstaniu przeciwko rządom Burgundii, król Ludwik XI i książę Karol Zuchwały z Burgundii zdobyli i w większości zniszczyli miasto w roku 1468. Formalnie Liège było nadal częścią Rzeszy. Po roku 1477 miasto dostało się pod panowanie Habsburgów, a po roku 1555 pod wpływy Hiszpanii, choć realna władza ciągle pozostała w rękach biskupa. Panowanie Eberharda von der Mark (1506–1538) zbiegło się w czasie z renesansu mozelskiego. Podczas kontrreformacji, diecezja Liège została podzielona i miasto powoli traciło swoje znaczenie. W XVII wieku biskup pochodził z bawarskiej rodziny Wittelsbachów. Rządzili oni Kolonią i innymi biskupstwami w północno-zachodniej części Cesarstwa Niemieckiego.

### Wiek XVIII – do I wojny światowej

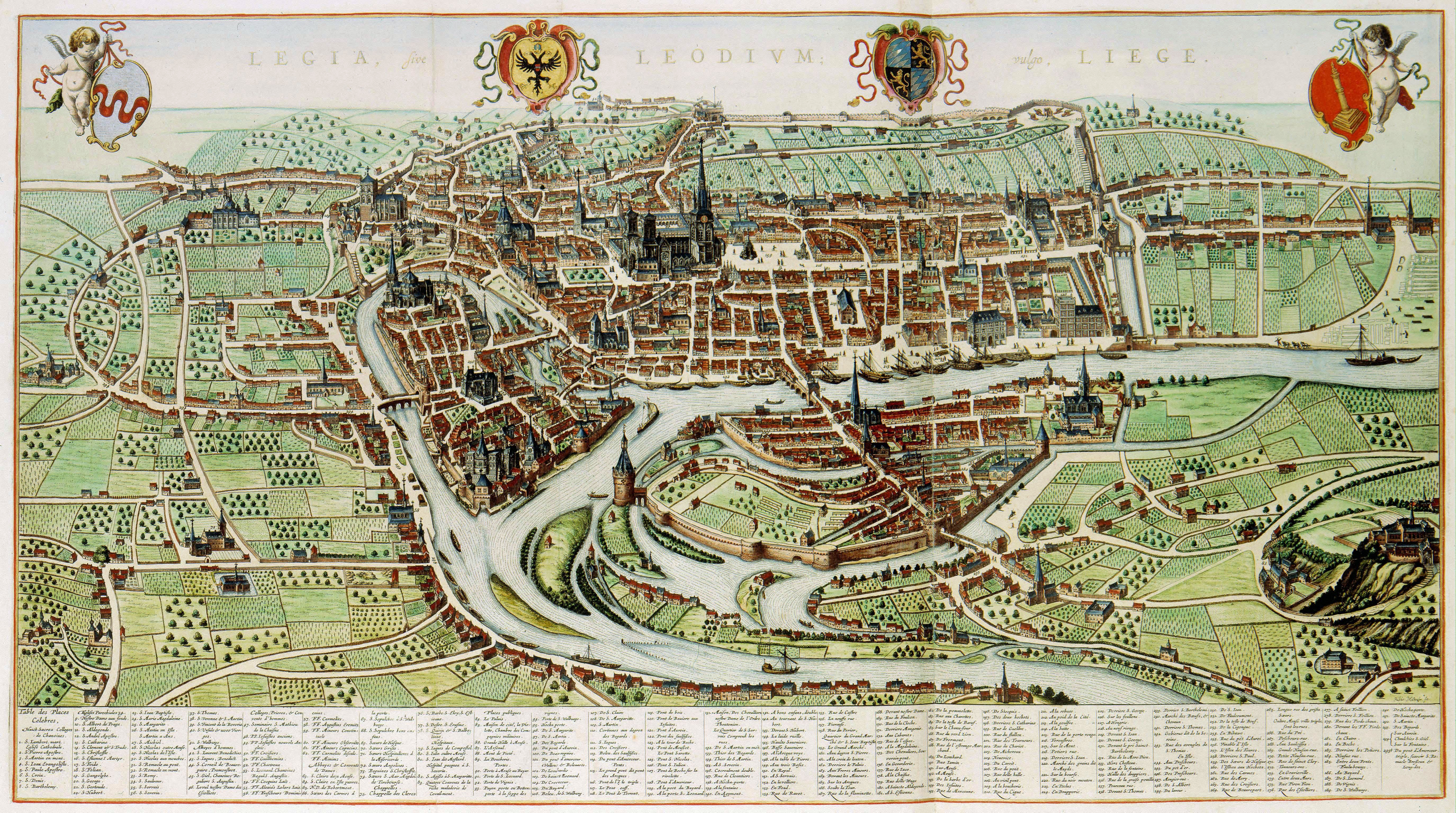
Liège w 1649 roku

John Churchill, książę Marlborough zdobył miasto od bawarskiego biskupa i jego francuskich sprzymierzeńców w roku 1704 podczas wojny o sukcesję hiszpańską. W połowie XVIII wieku idee francuskich encyklopedystów stały się popularne w Liège; biskup Franz Karl von Velbrück (1772–1784) zachęcał do ich propagowania i w ten sposób przygotował grunt dla rewolucji leodyjskiej, która wybuchła 18 sierpnia 1789 roku. Podczas wojen połączonych z Wielką Rewolucją Francuską, francuska armia przejęła miasto i wprowadziła antyklerykalny reżim, niszcząc wielką katedrę pw. św. Lamberta. Obalenie biskupstwa zostało potwierdzone w roku 1801 przez konkordat podpisany przez Napoleona i papieża Piusa VII. Francja straciła miasto w roku 1815, kiedy to kongres wiedeński przyznał je Królestwu Zjednoczonych Niderlandów. Niderlandzkie rządy trwały tylko do roku 1830, kiedy rewolucja belgijska doprowadziła do ustanowienia niepodległej, katolickiej i neutralnej Belgii, która inkorporowała Liège. Liège rozwinęło się gwałtownie, stając się głównym miastem przemysłowym, które było jednym z pierwszych europejskich centrów produkcji stali.
Fortyfikacje Liège zostały przeprojektowane przez Henriego Alexisa Brialmonta w latach 80. XIX wieku; skonstruowano wtedy łańcuch dwunastu fortów. Było to główną przeszkodą dla armii niemieckiej w 1914 roku, której plan Schlieffena polegał na szybkim przejściu doliny Mozy i Ardenów w drodze do Francji. Niemiecka inwazja 5 sierpnia 1914 roku szybko dotarła do bronionego fortami miasta, które było bronione przez 30 tysięcy żołnierzy pod dowództwem generała Gérarda Lemana. Forty początkowo powstrzymywały ataki 100-tysięcznej armii, ale zostały zupełnie zniszczone podczas pięciodniowego bombardowania przez niemieckie 42-centymetrowe „Grube Berty”. Z powodu wadliwego systemu wentylacji podziemnych tuneli obronnych pod główną cytadelą, jeden celny strzał artylerii spowodował ogromną eksplozję, która ostatecznie doprowadziła do poddania się sił belgijskich. Opór Belgów nie był długi, ale dwanaście dni opóźnienia spowodowanego oblężeniem miasta i twierdzy przyczyniło się do klęski niemieckiej inwazji na Francję. Miasto było później okupowane przez Niemców aż do końca wojny. Liège otrzymało Legię Honorową za opór w 1914 roku.

### II wojna światowa – obecnie
Niemcy powrócili w roku 1940, ale tym razem zdobycie fortów zajęło im tylko trzy dni. Większość Żydów została uratowana przez sympatyzującą z nimi ludność, wiele żydowskich dzieci i uchodźców zostało ukrytych w licznych klasztorach. Okupanci zostali wygnani przez armię Stanów Zjednoczonych we wrześniu 1944 roku, ale Liège było później celem intensywnego bombardowania naziemnego – ponad 1500 pocisków V1 i V2 spadło na miasto pomiędzy jego wyzwoleniem a końcem wojny.
Po wojnie Liège cierpiało z powodu upadku hutnictwa stali, co przyczyniło się do znacznego wzrostu bezrobocia i spowodowało napięcia społeczne. W styczniu 1961 roku rozczarowani robotnicy zdemolowali główną stację kolejową Liège-Guillemins. Liège jest znane także ze swojego tradycyjnego socjalizmu. W 1991 roku wpływowy socjalista André Cools, były wicepremier, został zastrzelony przed mieszkaniem swojej dziewczyny. Wielu podejrzewało, że zabójstwo było powiązane ze skandalem korupcyjnym.
Liège przejawia znaki odrodzenia gospodarczego w ostatnich latach, co ma związek z otwierającymi się granicami w Unii Europejskiej, wzrastającymi cenami stali i usprawnioną administracją. W ostatnim czasie otwarto kilka nowych centrów handlowych.

## Podział administracyjny
W skład miasta wchodzi osiem dzielnic (section):
- Angleur
- Bressoux
- Chênée
- Glain
- Grivegnée
- Jupille-sur-Meuse
- Rocourt
- Wandre

Osady (quartier / wijk / Stadtviertel) w mieście: Amercœur, Avroy, Burenville, Cointe, Coronmeuse, Droixhe, Fétinne, Guillemins, Hors-Château, Laveu, Le Carré, Longdoz, Naimette-Xhovémont, Outremeuse, Pierreuse, Saint-Gilles, Saint-Laurent, Saint-Léonard, Sainte-Marguerite, Sainte-Walburge, Sclessin, Thier-à-Liège i Vennes.

## Gospodarka
W przeszłości Liège było jednym z najważniejszych centrów produkcji stali w Europie. Od roku 1817 John Cockerill rozwinął hutnictwo żelaza i stali. Kompleks przemysłowy w mieście Seraing był jednym z największych na świecie. Szczycił się on licznymi wielkimi piecami i młynami. Chociaż do dziś przetrwały tylko resztki dawnej świetności, produkcja stali ciągle jest ważną częścią gospodarki miasta.
Liège było od średniowiecza także ważnym ośrodkiem rusznikarstwa, a przemysł zbrojeniowy jest nadal bardzo ważny w głównej siedzibie Fabrique Nationale de Herstal w mieście Herstal.
Gospodarka regionu jest obecnie zdywersyfikowana, a najważniejszymi przemysłami miasta są przemysł mechaniczny, technologie kosmiczne, technologie informacyjne, biotechnologia, a także produkcja wody, piwa i czekolady.
Park naukowy położony na południowy wschód od miasta, w pobliżu kampusu uniwersyteckiego, to miejsce rozwoju zaawansowanych technologii.

## Transport
Liège jest również bardzo ważnym centrum logistycznym. Miasto leży nad rzeką Mozą, która wraz z Kanałem Alberta łączy je z Antwerpią, Rotterdamem i miastami niemieckimi.
31 sierpnia 1964 zawieszono komunikację tramwajową w mieście z powodu złego stanu torów. 28 kwietnia 2025 wznowiono kursowanie tramwajów. Nowa linia tramwajowa o długości 11,7 km łączy Coronmeuse i Sclessin przez centrum miasta i ma 23 przystanki, a tramwaje kursują co 4,5 min. Przy okazji przebudowano centralny plac miasta – poszerzono strefy piesze i utworzono ścieżki rowerowe. W piątek 25 kwietnia odbyło się oficjalne otwarcie linii tramwajowej z udziałem oficjeli, następnie przez weekend odbywały się promocyjne przejazdy dla mieszkańców. Linię obsługuje 20 dwukierunkowych tramwajów Urbos firmy CAF.

### Drogowy
Sieć autostrad w pobliżu Liège ma 7 rozgałęzień i jest bardzo znacząca dla ruchu krajowego oraz międzynarodowego.

### Kolejowy
Liège ma bezpośrednie połączenie kolejowe z Brukselą, Antwerpią, Namur i Charleroi, Luksemburgiem, Maastricht w Niderlandach i Akwizgranem w Niemczech. Miasto jest także podłączone do sieci kolei dużych prędkości. Podróż pociągiem do Brukseli trwa 40 minut, 2 h 13 min. do Paryża pociągiem Thalys. Niemiecki ICE łączy Liège z Akwizgranem, Kolonią i Frankfurtem. Zbudowano dwie nowe linie szybkiej kolei HSL 2 i HSL 3, które łączą Liège z siecią kolei dużych prędkości. Głównym dworcem miasta jest Liège-Guillemins.

### Lotniczy
W roku 2006 tutejszy port lotniczy był ósmy w Europie pod względem ilości przechodzących przez port towarów. Nowy terminal pasażerski został otwarty w roku 2005.

## Zabytki i atrakcje turystyczne

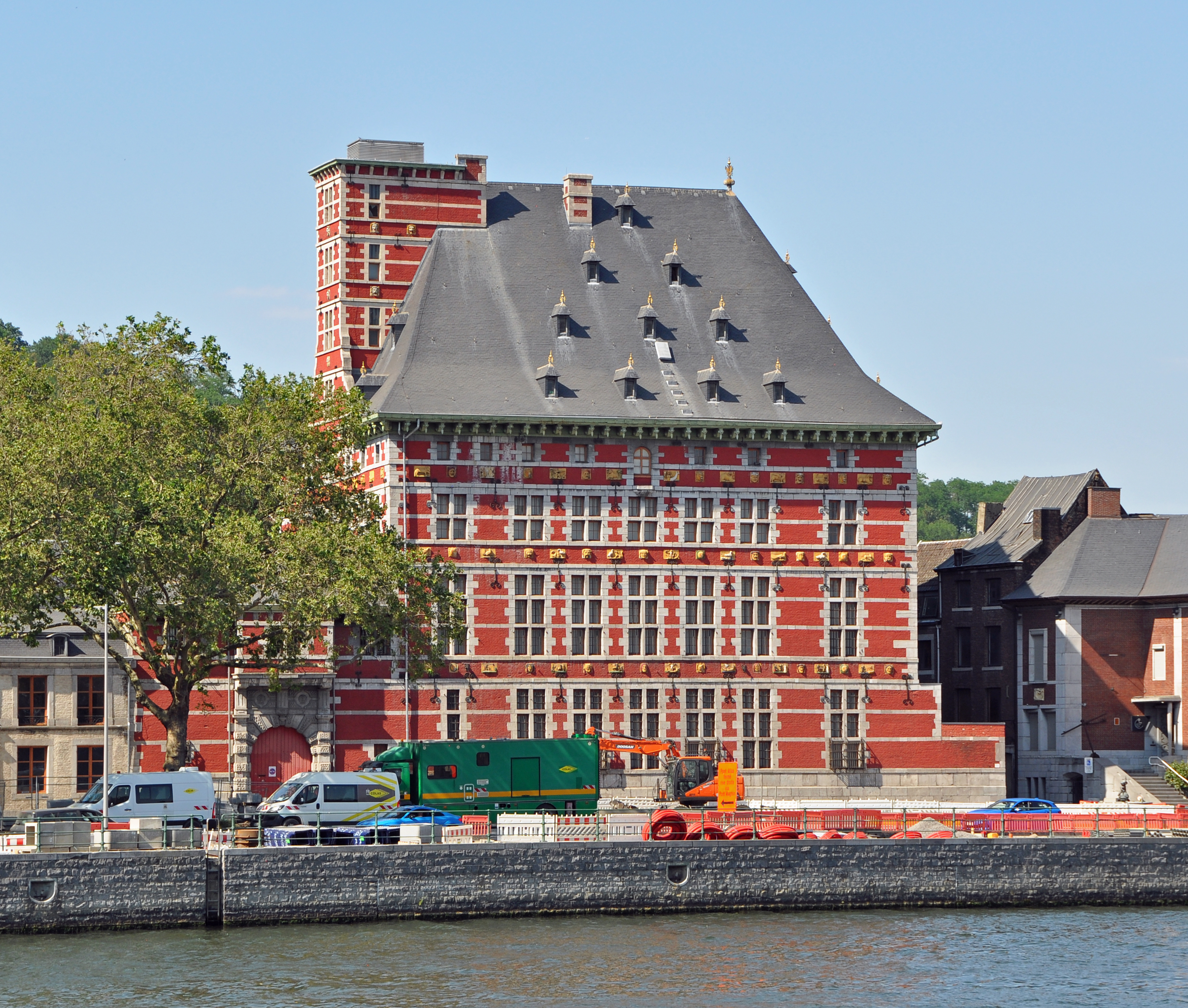
Muzeum Grand Curtius

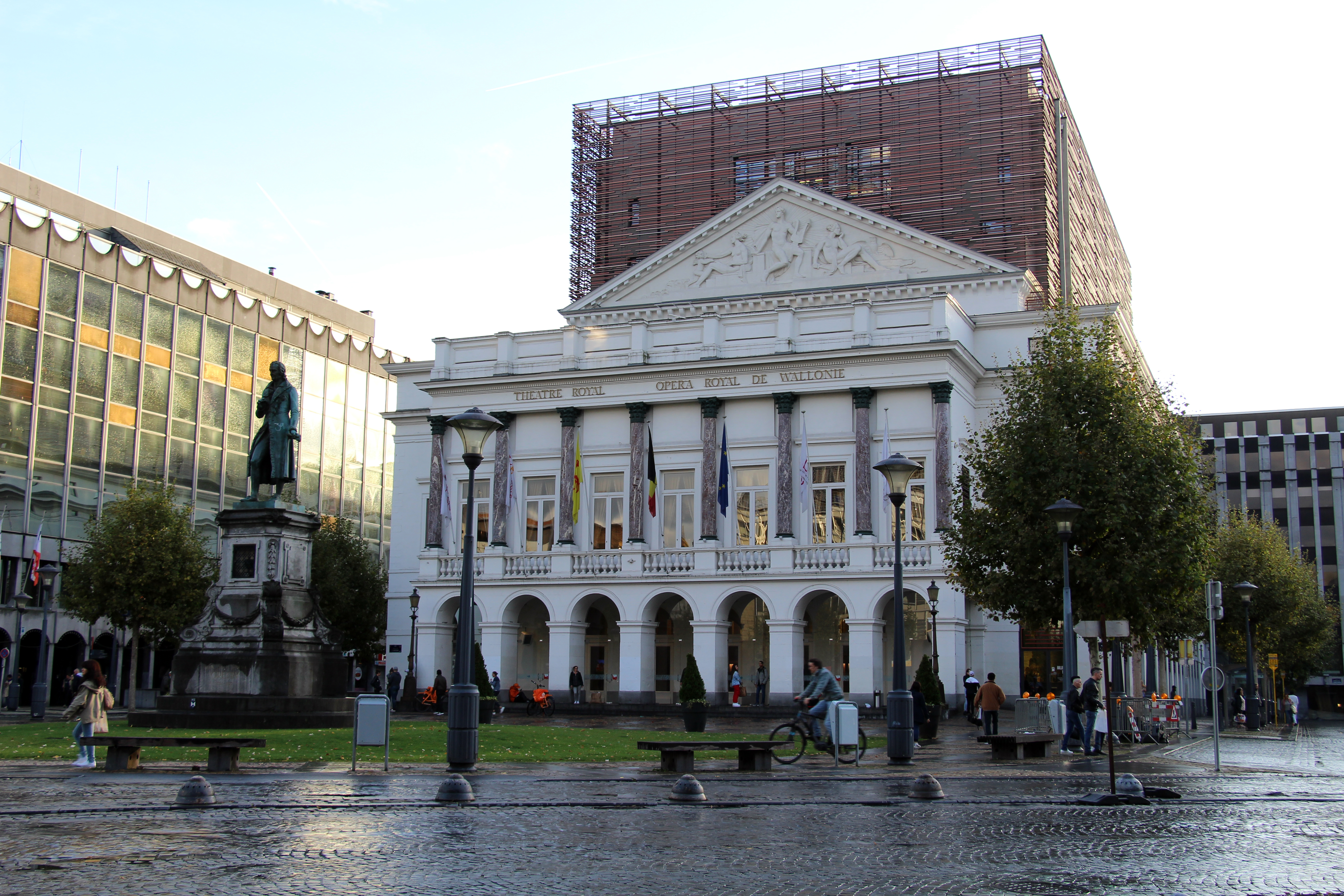
Opera

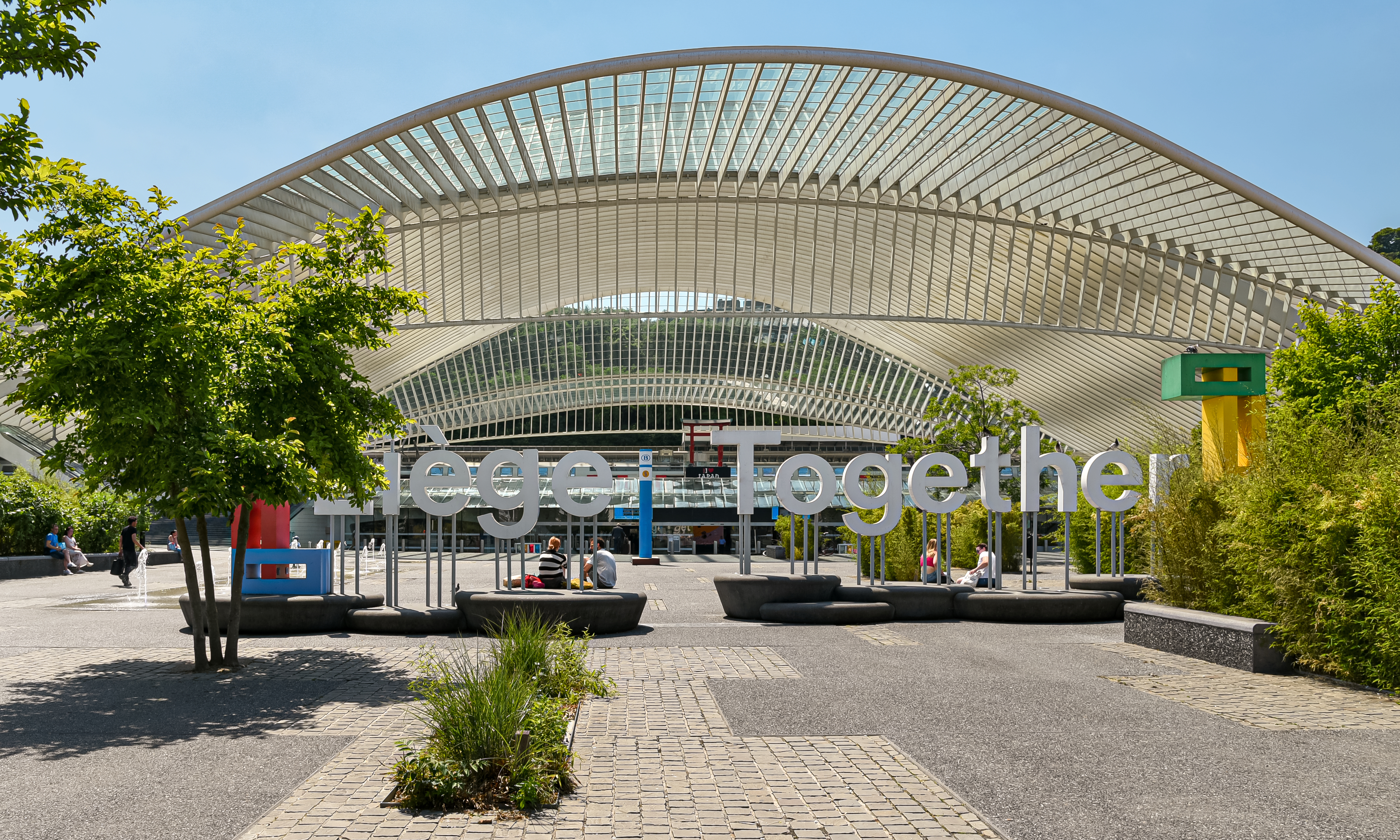
Dworzec Liège-Guillemins

- XVI-wieczny pałac biskupi przy placu Place Saint-Lambert(inne języki) (przy placu przed rewolucją francuską stała katedra pw. św. Lamberta (Notre-Dame-et-Saint-Lambert))
- kolumna Perron na pobliskim rynku Place du Marché(inne języki), która była symbolem sprawiedliwości biskupa, a obecnie jest symbolem miasta
- katedra pw. św. Pawła (Saint-Paul), w której znajduje się skarbiec i grób św. Lamberta. Jest to jedna z siedmiu oryginalnych kolegiat miejskich
- kościół pw. św. Bartłomieja (Saint-Barthélemy)
- bazylika św. Marcina (Saint-Martin)
- kościół św. Antoniego (Saint-Antoine)
- kościół pw. św. Krzyża (Sainte-Croix)
- muzeum Grand Curtius – muzeum archeologiczne poświęcone Janowi Curtiusowi, znajdujące się w XVII-wiecznym domu na brzegu Mozy
- ratusz z 1714 r.
- cytadela
- budynek opery Opera(inne języki)
- stacja kolejowa Liège-Guillemins zaprojektowana przez hiszpańskiego architekta Santiago Calatrava
- historyczne centrum miasta Le Carré(inne języki), ścieżki wzdłuż Mozy

## Współpraca
| Abidżan, Wybrzeże Kości Słoniowej | Port Vila, Vanuatu         |
| Akwizgran, Niemcy                 | Porto, Portugalia          |
| Esch-sur-Alzette, Luksemburg      | Quebec, Kanada             |
| Gandawa, Flandria Wschodnia       | Ramallah, Palestyna        |
| Hasselt, Limburgia                | Rotterdam, Niderlandy      |
| Heerlen, Niderlandy               | Saint Louis, Senegal       |
| Kolonia, Niemcy                   | Samarkanda, Uzbekistan     |
| Kraków, Polska                    | Segedyn, Węgry             |
| Lille, Francja                    | Taiyuan, Chiny             |
| Lubumbashi, Kongo                 | Tanger, Maroko             |
| Maastricht, Niderlandy            | Turyn, Włochy              |
| Nancy, Francja                    | Wołgograd, Rosja (do 2022) |
| Pilzno, Czechy                    |                            |